# Blechnum fernandezianum
Blechnum fernandezianum är en kambräkenväxtart som först beskrevs av Looser, och fick sitt nu gällande namn av Prada och Rolleri. Blechnum fernandezianum ingår i släktet Blechnum och familjen Blechnaceae. Inga underarter finns listade.